# 1月21日
1月21日是阳历（平年）年的第21天，离一年的结束还有344天（闰年是345天）。

## 大事记

### 19世紀以前
- 1276年：諾森五世任第186任教宗。
- 1525年：康拉德·格列伯、費利克斯·曼茲和喬治·布勞羅克在瑞士蘇黎世展開重浸派運動。
- 1793年：法國國民公會判處國王路易十六犯下背叛國家罪，並在革命廣場斬首處決。

### 19世紀
- 1840年：法國探險家儒勒·迪蒙·迪維爾領導的船隊跨越南極圈，並在南極洲附近發現阿黛利地。
- 1841年：香港開埠。
- 1862年：德國汽車製造公司歐寶公司成立，成立初期為製造縫紉機的工廠，直到37年後才開始生產汽車。
- 1899年：菲律賓將領弗朗西斯科·馬卡布洛斯頒布《馬洛洛斯憲法》，建立菲律賓第一共和國。
- 1900年：加拿大军队启程前往南非参加布尔战争。

### 20世紀
- 1919年：第一屆愛爾蘭國會在都柏林宣布成立愛爾蘭共和國，愛爾蘭獨立戰爭爆發。
- 1922年：历史上第一次障碍滑雪比赛在瑞士穆伦举行。
- 1927年：帕戈代替克朗成为匈牙利流通货币。
- 1930年：多明戈斯·德·科斯塔·奥利维拉（英语：Domingos Oliveira）任葡萄牙总理。
- 1937年：抗日红军大学易名抗日军政大学。
- 1949年：蒋介石宣佈引退中华民国总统，由李宗仁代理。
- 1949年：平津战役中傅作义与解放军谈判达成和平解决北平问题的协议。
- 1951年：镇压反革命运动：中国共产党中央委员会主席毛泽东发出《关于镇反部署给上海市委》的电报，指示“在上海这样的大城市，在今年一年内，恐怕需要处决一二千人，才能解决问题。在春季处决三五百人，……，南京方面，……，争取在春季处决一二百个最重要的反动分子。”
- 1951年：位於巴布亞紐幾內亞北部省的拉明頓火山爆發，造成近3,000人喪生。
- 1954年：美國鸚鵡螺號核動力潛艇在康乃狄克州新倫敦縣下水，為世界首艘核子動力潛艇。
- 1964年：臺灣發生湖口兵變。
- 1968年：青瓦台事件：朝鲜特工试图袭击大韩民国总统朴正熙未遂。
- 1968年：一架攜帶氫彈的美國B-52戰略轟炸機在格陵蘭圖勒空軍基地附近墜毀，造成放射性污染。
- 1972年：原為獨立的特里普拉王國（英语：Twipra Kingdom）一部分的特里普拉邦成為印度的一個邦。
- 1976年：協和號客機開通英國航空和法國航空的定期航班服務，首次投入商業飛行。
- 1985年：中华人民共和国政府定每年9月10日为教师节。
- 1988年：自立早報創立，為台灣解除報禁以來的第一份新辦日刊綜合性報紙。
- 1989年：匈牙利社會主義工人黨放弃了宪法中保障的唯一领导党地位。
- 1996年：北京西站正式投入运营。
- 1997年：美國眾議院以395票對28票譴責紐特·金瑞契違反專業倫理，使他成為首位受到嚴厲譴責的眾議院議長。
- 2000年：西班牙马德里遭到埃塔组织的两宗汽车炸弹袭击。

### 21世紀
- 2001年：菲律賓新任總統雅羅育籌組新政府。
- 2005年：貝里斯騷亂在首都貝爾莫潘演變成暴動。
- 2009年：朱棣文接任美國能源部長，首任的亞裔身份的部長，也是成為首位擔任內閣部長的諾貝爾獎得主。
- 2017年：數百萬人參加了在華盛頓特區和世界各地舉行的女性大遊行，提倡人權和其他問題的立法和政策。
- 2025年：土耳其博卢省卡爾塔卡亞一間滑雪度假酒店發生火災，造成至少78人死亡、51人受傷。

## 出生
- 1338年：查理五世，法蘭西國王（1380年逝世）
- 1757年：以利亞·潘恩，美國法官、政治人物（1842年逝世）
- 1804年：莫里茨·馮·施溫德，奧地利畫家（1871年逝世）
- 1810年：麻恭，首任香港輔政司（1888年逝世）
- 1868年：費利克斯·霍夫曼，德國化學家（1946年逝世）
- 1869年：格里戈里·叶菲莫维奇·拉斯普京，俄罗斯神秘主义者（1916年逝世）
- 1885年：安德烈·拉加什，法國賽車手，首屆利曼24小時耐力賽冠軍（1938年逝世）
- 1885年：板垣征四郎，日本陆军大将（1948年逝世）
- 1896年：賓臣，有利銀行香港經理、英皇御准香港賽馬會主席（1972年逝世）
- 1899年：博德金·亞當斯，英國普通科醫生，涉嫌涉及多宗連環謀殺案（1983年逝世）
- 1922年：林肯·亞歷山大，加拿大政治人物、律師（2012年逝世）
- 1923年：安德魯·安德烈耶維奇，前俄羅斯皇室成員（2021年逝世）
- 1928年：雅諾什·科爾奈，匈牙利經濟學家（2021年逝世）
- 1932年：張露，中國及香港女歌手（2009年逝世）
- 1932年：埃米莉·貝奈斯·布熱津斯基，瑞士裔美國雕刻家（2022年逝世）
- 1932年：稻盛和夫，日本企业家，京瓷及KDDI创办人，日本航空前任会长（2022年逝世）
- 1940年：羅賓·羅素，英國貴族，第十四代貝德福德公爵（2003年逝世）
- 1940年：傑克·尼克勞斯，美國職業高爾夫球運動員
- 1941年：普拉西多·多明哥，西班牙歌劇男高音
- 1944年：刘斯奋，中国作家、画家
- 1946年：阿尼爾·K·賈恩，印度裔美國電機工程師（1998年逝世）
- 1948年：溫世仁，台灣企業家（2003年逝世）
- 1948年：林振強，香港填詞人、專欄作家、漫畫家（2003年逝世）
- 1949年：萬沙浪，臺灣男歌手（2023年逝世）
- 1949年：張晉創，越南政治人物
- 1950年：骆家辉，美国籍华裔政治家
- 1951年：埃里克·霍爾德，美國政治人物，前任美國司法部長
- 1952年：劉慧卿，香港政界人物
- 1953年：保罗·艾伦，美国企业家（2018年逝世）
- 1955年：傑夫·昆斯，美國藝術家
- 1956年：吉娜·黛維絲，美國女演員、電影製片人、劇作家
- 1958年：馮志潤，香港男配音員
- 1959年：謝偉俊，香港立法會議員、香港法律界人士
- 1960年：永野護，日本漫畫家
- 1963年：李燦榮，香港主持人
- 1963年：德特勒夫·施伦普夫，德國前職業籃球運動員
- 1963年：哈基姆·歐拉朱萬，非洲裔美国篮球运动员
- 1967年：宮崎吾朗，日本城市設計顧問、動畫導演
- 1968年：陳琦豐，台灣棒球教練
- 1969年：貓井椿，日本漫畫家
- 1971年：陳松伶，香港歌手、藝員
- 1972年：光田康典，日本音乐家，作曲家
- 1974年：矢野浩二，日本演员
- 1975年：畢特，英格蘭足球運動員
- 1976年：伊戈尔斯·斯特帕诺夫斯，拉脱维亚足球运动员
- 1980年：水樹奈奈，日本女性聲優、歌手
- 1980年：阿曼达·斯特朗，香港模特兒
- 1981年：吴汉雄，中国击剑运动员
- 1981年：鍾欣潼，香港女子偶像團體Twins成員
- 1981年：Andy，韓國男子偶像團體神話成員
- 1985年：莎莎·彼伏瓦洛娃，俄羅斯超級名模
- 1985年：原由實，日本女性聲優
- 1985年：山村隆太，日本樂團flumpool主唱
- 1986年：苏萨·辛格·拉其普特，印度男演員
- 1986年：麒麟卡里納，澳大利亞歌手、詞曲作家、吉他手
- 1988年：江海迦，香港唱作歌手
- 1988年：阿仕頓·伊頓，美國男子十項全能運動員
- 1989年：張帥，中國女子網球運動員
- 1991年：曹秀香，韓國女演員
- 1991年：米哈伊洛·費多羅夫，烏克蘭政治家、商人
- 1992年：謝雨芝，臺灣女藝人、主持人
- 1994年：鄭亞，台灣女演員
- 1994年：勞拉·羅布森，英國網球運動員
- 1994年：姜昇潤，韓國男子偶像團體WINNER隊長
- 1994年：金藝琳，韓國女歌手
- 1996年：YoungQueenz，香港饒舌歌手
- 1997年：張琼予，中國女子偶像團體GNZ48成員
- 1997年：杰里米·沙达，美國男演員、音樂家、歌手
- 1997年：呂爵安，香港男子偶像團體MIRROR成員
- 1999年：神尾楓珠，日本男演員
- 1999年：王楚然，中國女演員
- 1999年：阿丽莎·莱曼，瑞士女子足球运动员。
- 2000年：佐佐木舞香，日本女子偶像團體=LOVE成員
- 2004年：英格麗·亞莉珊德拉，挪威公主
- 2005年：IShowSpeed，美國YouTuber、實況主、說唱歌手

## 逝世
- 1118年：教宗巴斯加二世，羅馬主教（生年不詳）
- 1314年：穆罕默德三世，格拉納達蘇丹。（1257年出生）
- 1344年：成良親王，日本建武新政征夷大將軍。（1326年出生）
- 1633年：松平康長，日本戰國時代武將，江戶時代大名（1562年出生）
- 1793年：路易十六，法国国王（1754年出生）
- 1862年：鲍日娜·聂姆曹娃，捷克小说家、女权主义者，终生持奥地利帝国国籍（1820年出生）
- 1888年：喬治·羅伯特·沃特豪斯，英國博物學家（1810年出生）
- 1888年：莊士敦，蘇格蘭裔英國殖民地官員（1812年出生）
- 1892年：约翰·柯西·亚当斯，英国数学家、天文学家，海王星的发现者之一（1819年出生）
- 1901年：以利沙·格雷，美國電氣工程師（1835年出生）
- 1919年：朝鮮高宗李㷩，朝鮮王朝國王（1852年出生）
- 1924年：列宁，苏联政治家（1870年出生）
- 1926年：卡米洛·高爾基，義大利醫生，1906年諾貝爾生理學或醫學獎得主（1843年出生）
- 1938年：喬治·梅里愛，法國魔術師、電影製片人（1861年出生）
- 1944年：筑紫熊七，日本陸軍中將（1863年出生）
- 1950年：乔治·奥威尔，英国作家（1903年出生）
- 1959年：弗朗西斯·格特鲁德·麦吉尔，加拿大法醫病理學家、犯罪學家、細菌學家、過敏學家（1882年出生）
- 1960年：伍连德，馬來亞醫生（1879年出生）
- 1976年：倫納德·蒙克·伊希特，紐西蘭皇家空軍飛行員、少將（1891年出生）
- 2000年：何英傑，香港企業家、慈善家（1911年出生）
- 2006年：郭伯偉，香港政治人物（1915年出生）
- 2006年：曾秋坤，英國第二位華人貴族（1940年出生）
- 2006年：易卜拉欣·魯戈瓦，科索沃政治人物，首任科索沃總統（1944年出生）
- 2015年：陳舜臣，日籍台裔作家（1924年出生）
- 2018年：姚明，中國作曲家（1947年出生）
- 2019年：伊美利安奴·沙拿，阿根廷職業足球運動員（1990年出生）
- 2022年：詹姆斯·福布斯，美國男子籃球運動員（1952年出生）
- 2023年：祖蘭尼·馬塞柯，史瓦帝尼人權律師（1970年出生）
- 2025年：毛里西奧·富內斯，薩爾瓦多政治人物，第65任薩爾瓦多總統（1959年出生）

## 节假日和习俗
- 國際擁抱日[1]
- 天主教會：聖阿格尼絲慶節
- 波蘭：祖母節
- 加拿大：林肯·亞歷山大日
- 加拿大魁北克：旗幟日